# Progetto It Gets Better
It Gets Better è un progetto online fondato nel settembre 2010 da Dan Savage e da suo marito Terry Miller, a seguito del suicidio di alcuni ragazzi causato da episodi di bullismo omofobo. Un libro tratto da questo progetto, It Gets Better: Coming Out, Overcoming Bullying, and Creating a Life Worth Living, è stato edito nel marzo 2011.

## Storia

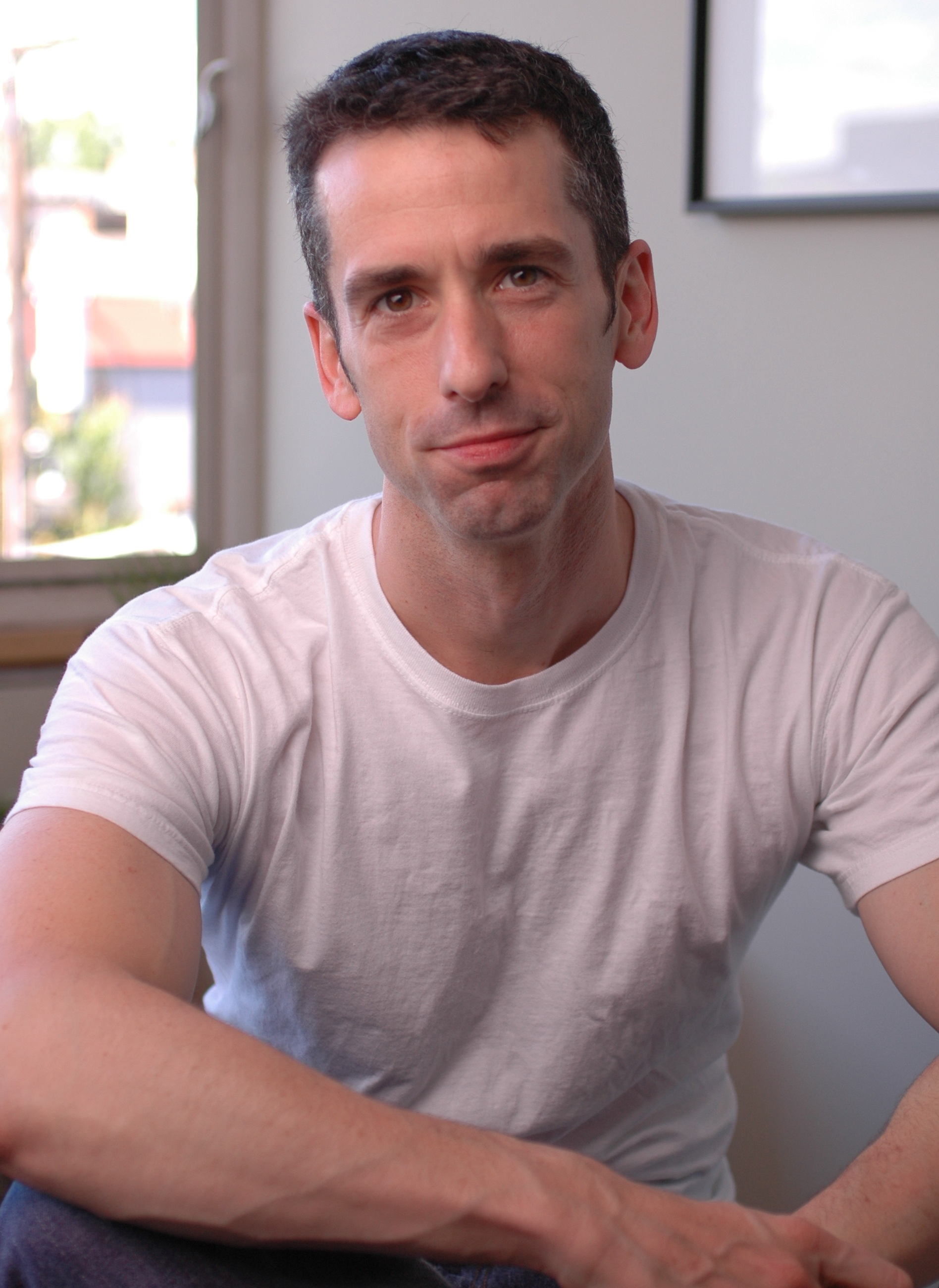
Dan Savage

Il progetto prese il via negli Stati Uniti il 21 settembre 2010, dopo alcuni casi di suicidio di ragazzi vittima di bullismo omofobo: Savage e Miller caricarono su YouTube, su un apposito canale ufficiale, un video rivolto a questi giovani per rassicurarli che, passata l'adolescenza, la loro situazione sarebbe migliorata ("andrà meglio", it gets better in inglese) e che non sono da soli. Il giorno stesso in cui il progetto prese il via, un altro video venne caricato da Perez Hilton, seguito una settimana dopo da uno di La La e Ciara.
Il progetto crebbe tanto rapidamente che a inizio ottobre il canale superò il limite massimo di video caricati, da gente di ogni età, sesso, orientamento sessuale, etnia e credo religioso, costringendo Savage a creare un sito apposito.
Nel settembre 2011 avvenne il suicidio di Jamey Rodemeyer, un ragazzo di 14 anni di Buffalo, a causa del bullismo omofobo; il caso creò particolare scalpore poiché tempo prima lo stesso Rodemeyer aveva postato un video sul canale di It Gets Better.
Versioni parallele del progetto sono nate successivamente in molti altri Paesi, fra i quali si annoverano Australia, Canada, Perù, Cile, Finlandia, Malaysia, Regno Unito e Svezia; anche diversi politici dell'Unione europea hanno registrato un video multilingue in occasione della giornata mondiale contro l'omofobia del 2012.
Nel maggio del 2013 è partita una versione italiana del progetto, Le cose cambiano.

## Contributori celebri
Fra le numerosissime persone che hanno creato un video per il progetto It Gets Better si annoverano anche molte celebrità, sia dal mondo dello spettacolo sia della politica, comprese personalità di rilievo come Barack Obama e Hillary Clinton, nonché membri di diverse aziende e organizzazioni e personalità dello spettacolo, come Justin Bieber, Chris Colfer, Lady Gaga, Kesha, Katy Perry e Joel Madden:
A-D
- Candice Accola
- Darla K. Anderson
- Buck Angel
- Marsha Ambrosius
- Chris Bauer
- Chester Bennington
- Julie Benz
- Joe Biden
- Justin Bieber
- Chaz Bono
- Ciara
- Drew Brees
- Sherrod Brown
- Michael Buckley
- Joel Burns[1]
- David Cameron
- Michael Chiklis[1]
- Margaret Cho
- Hillary Clinton[1]
- Andy Cohen
- Ben Cohen
- Stephen Colbert[1]
- Chris Colfer[1]
- Dane Cook
- Chris Crocker
- Adrianne Curry
- Shane Dawson
- Ellen DeGeneres
- Kat DeLuna[1]
- Marisol Deluna[1]
- Jason Derulo
- Hal Duncan

E-H
- Lisa Edelstein
- Omar Epps
- Gloria Estefan
- Eve
- Jesse Tyler Ferguson[1]
- Al Franken
- Sia
- Lady Gaga
- Ari Gold
- Wynter Gordon
- Kathy Griffin[1]
- Tim Gunn[1]
- Amy Gutmann
- Kevin Hague
- Tom Hanks
- Mark Hanson
- Neil Patrick Harris
- Anne Hathaway[1]
- Darren Hayes
- Amanda Hearst[1]
- Jennifer Love Hewitt
- Keri Hilson[1]
- Perez Hilton[1]

I-L
- Janet Jackson
- Peter Jacobson
- Valerie Jarrett
- Jewel
- Kesha[1]
- Larry King
- Michael Kors
- Ryan Kwanten
- La La[1]
- Adam Lambert
- Jack Layton
- Claudia Lee
- Rex Lee[1]
- Adam Levine
- Judith Light[1]

M-Q
- Joel Madden
- Bill Maher
- Joe Manganiello
- Jay Manuel
- Sergio Martínez[1]
- Jenny McCarthy[1]
- Dalton McGuinty
- A. J. McLean
- Rick Mercer
- Jeff Merkley
- César Millán
- Nicki Minaj
- Isaac Mizrahi[1]
- Jim Moran
- Barack Obama[1]
- Rory O'Malley
- Suze Orman
- Anna Paquin[1]
- Nancy Pelosi
- Katy Perry
- Zachary Quinto[1]

R-T
- Daniel Radcliffe
- LeAnn Rimes
- Jamey Rodemeyer
- Gene Robinson
- Ross Romero[1]
- Mike Ruiz[1]
- Dan Savage[1]
- Fiona Shaw
- Jake Shears
- Ann Shoket[1]
- Peter Shumlin
- Sarah Silverman[1]
- Alexander Skarsgård[1]
- Ian Somerhalder
- Jesse Spencer
- Jeffree Star
- Eric Stonestreet[1]
- George Takei
- Gareth Thomas
- Rob Thomas

U-Z
- Gabrielle Union[1]
- Michael Urie
- Tom Vilsack
- Elizabeth Warren
- Olivia Wilde
- B. D. Wong

### Gruppi
Aziende
- Impiegati di Apple[1]
- Impiegati di DreamWorks Animation[1]
- Impiegati di Ernst & Young[1]
- Impiegati di Facebook[1]
- Impiegati di Google[1]
- Impiegati di Nokia[1]
- Impiegati di Pixar
- Impiegati di Yahoo![1]

Educazione
- Università della California, Los Angeles[1]
- Università Emory (tramite il preside Jim Wagner)[1]

Gruppi legati all'ambiente LGBT
- Gay Men's Chorus di Los Angeles[1]
- The Trevor's Project[1]

Altri
- I Rise Against[1]
- Cast di Wicked[1]
- Cast di Priscilla, la regina del deserto
- Cast di True Blood[1]